# Маскот (Теннессі)
Маскот (англ. Mascot) — переписна місцевість (CDP) в США, в окрузі Нокс штату Теннессі. Населення — 2760 осіб (2020).

## Географія
Маскот розташований за координатами 36°4′8″ пн. ш. 83°45′51″ зх. д. / 36.06889° пн. ш. 83.76417° зх. д. (36.068751, -83.764036).  За даними Бюро перепису населення США в 2010 році переписна місцевість мала площу 18,60 км², з яких 18,02 км² — суходіл та 0,57 км² — водойми.

## Демографія
Згідно з переписом 2010 року, у переписній місцевості мешкало 2411 осіб у 971 домогосподарстві у складі 670 родин. Густота населення становила 130 осіб/км².  Було 1111 помешкання (60/км²).
Расовий склад населення:
| - 93,9 % — білих - 3,2 % — чорних або афроамериканців - 0,1 % — корінних американців - 0,1 % — азіатів |

До двох чи більше рас належало 2,1 %. Частка іспаномовних становила 1,7 % від усіх жителів.
За віковим діапазоном населення розподілялося таким чином: 23,1 % — особи молодші 18 років, 63,2 % — особи у віці 18—64 років, 13,7 % — особи у віці 65 років та старші. Медіана віку мешканця становила 40,4 року. На 100 осіб жіночої статі у переписній місцевості припадало 94,7 чоловіків;  на 100 жінок у віці від 18 років та старших — 92,7 чоловіків також старших 18 років.
Середній дохід на одне домашнє господарство  становив 46 333 долари США (медіана — 36 918), а середній дохід на одну сім'ю — 53 730 доларів (медіана — 41 786). Медіана доходів становила 46 875 доларів для чоловіків та 29 188 доларів для жінок. За межею бідності перебувало 18,6 % осіб, у тому числі 36,2 % дітей у віці до 18 років та 8,4 % осіб у віці 65 років та старших.
Цивільне працевлаштоване населення становило 1096 осіб. Основні галузі зайнятості: роздрібна торгівля — 20,1 %, освіта, охорона здоров'я та соціальна допомога — 15,9 %, транспорт — 12,4 %, будівництво — 10,3 %.